# Beverbeek Classic
Beverbeek Classic Er et belgisk cykelløb som arrangeres hvert år I slutningen af februar. Løbet er blevet lørt siden 1998, 14 gange i alt. Løbet er en del af  UCI Europe Touren.

## Vindere
| - 2013 Nick van der Lijke - 2012 Tom Van Asbroeck - 2011 - Evert Verbist - 2010 - Yannick Eijssen - 2009 - Andreas Schillinger - 2008 - Johan Coenen - 2007 - Nico Sijmens - 2006 - Evert Verbist - 2005 - Jarno Van Mingeroet - 2003 - Marc Vlijm - 2002 - Philip Vereecke - 2001 - Koen Das - 2000 - Nico Mestdagh - 1999 - Marcel Luppes - 1998 - Pascal Appeldoorn |